# Astronomisch-Geodätisches Jahrbuch

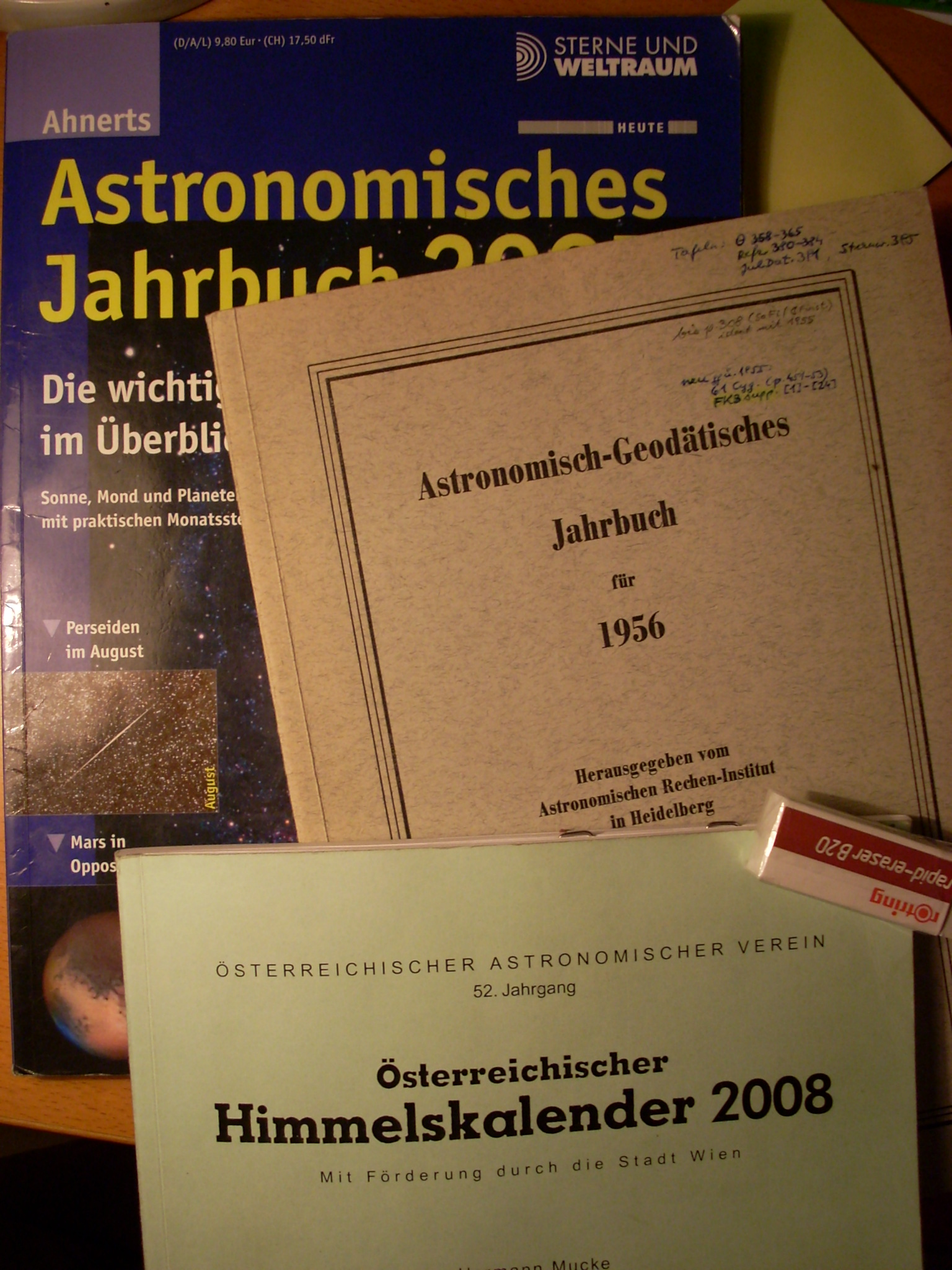
Das Heidelberger Jahrbuch und zwei dünnere, für Amateurastronomen konzipierte Jahrbücher

Das Astronomisch-Geodätische Jahrbuch – in Fachkreisen auch als Heidelberger Jahrbuch bezeichnet – war eine wissenschaftliche Publikation, deren Tabellenwerk einen besonderen Schwerpunkt auf die Astrometrie des Planetensystems und auf die Astrogeodäsie legte.
Es wurde seit der Zwischenkriegszeit vom Astronomischen Rechen-Institut in Heidelberg herausgegeben und in den 1940er-Jahren gemeinsam mit dem Berliner Astronomischen Jahrbuch redigiert. In den nächsten zwei Jahrzehnten wurde der Inhalt auf etwa 450 Seiten erweitert und an die Fortschritte der Rechentechnik angepasst. Wie das Berliner Jahrbuch ging es Anfang der 1960er-Jahre in einer internationalen Kooperation auf – siehe Astronomical Ephemeris.
Von Geodäten besonders geschätzt wurden u. a. die Polaris-Ephemeriden (für Azimutmessungen) und die zahlreichen Hilfstabellen, u. a. für die verschiedenen Koordinatensysteme, für Reduktionen und die Astronomische Refraktion.